# 傅晓岚
傅晓岚（1967年8月17日—），湖南长沙人，是旅英华裔发展经济学家，牛津大学教授、牛津大學格林坦普頓學院研究员、牛津大学技术与管理发展研究中心（TMCD）主任以及英國社会科学院院士。

## 生平
傅晓岚畢業於湖南师大附中，後來保送至华中科技大学，先后在湖南大学、兰卡斯特大学取得硕士、博士学位，进入剑桥大学做博士后, 并在两年后升级为高级研究员。2006年，傅晓岚从剑桥大学来到牛津大学，成为牛津大学终身副教授，这也是牛津大学社会科学领域第一位华人终身教授。2012年，傅晓岚成为牛津大学终身正教授。2021年，傅晓岚当选英国社会科学院院士。 